# Slag bij Lutos
De Slag bij Lutos vond plaats in het jaar 794. In opdracht van de emir van Cordóba, Hisham I, vielen de broers Abd al-Karim ibn Abd al-Walid ibn Mugaith en Abd al-Malik ibn Abd al-Walid ibn Mugaith het koninkrijk Asturië binnen.

## Het gevecht
Abd al-Karim voerde een tactiek van de verschroeide aarde uit in Álava, terwijl zijn broer, Abd al-Malik, zijn troepen naar het hart van het Asturische koninkrijk dirigeerde. Afgezien van de stad Oviedo, ondervond hij weinig tegenstand. Hij verwoestte een groot deel van het gebied, inclusief kerken die gebouwd waren door Fruela I van Asturië.
Toen de moslims wilden terugkeren naar Al-Andalus, werd hen door koning Alfons II van Asturië de pas afgesneden in de vallei van de Camino Real del Puerto de la Mesa. De Asturische strijdkrachten lokten het moslimleger in een hinderlaag in een deel van de vallei nabij Grado; historici gaan ervan uit dat het het gebied rond Los Lodos betreft. De strijd eindigde in een Asturische overwinning en de meerderheid van het moslimleger werd vernietigd. Abd al-Malik sneuvelde.